# 文字形式汎用気象通報式
文字形式汎用気象通報式（もじけいしきはんようきしょうつうほうしき）、通称CREX(Character Representation for EXchange of data、シーレックス)とは、世界気象機関(WMO)が規定する国際的な気象通報の方式（気象通報式）で、テキスト（文字）形式でファイルフォーマット化しデータ伝送を行う形式。
二進（バイナリ）データとして伝送する二進形式汎用気象通報式(BUFR)や、各方面に特化したSYNOP、SHIP、METAR等に対して、伝える内容が変則的でテキスト形式であることが要求されるようなデータに用いられる。
テキスト形式での気象通報式が乱立するのを防ぐ目的でWMOが規定し、2000年5月から正式に使用開始された。将来的には、すべての国際気象通報式がBUFRかCREXに則った形式になるとされている。

## CREXの主な規定
Section 0～4までの5つの大項目で規定されている。
CREX Section 0
"++"のみ。
CREX Section 1
データテーブルの形式を指定するグループT（変数:Ttteevv）、データのカテゴリを示すグループA（変数:Annn）、ファイル記述子、チェックディジットの有無を示すE文字、セクションの終了を示す"++"からなる。
CREX Section 2
Section1で指定されたファイル記述子に対応する値を入れる。
CREX Section 3
"SUPP"で始まる内容。オプション。
CREX Section 4
"7777"のみ。